# Iván Fernando Ochoa
Ivan Fernando Ochoa Chávez (Tampico, 13 agosto 1996) è un calciatore messicano, centrocampista del Real Estelí.

## Caratteristiche tecniche
È un centrocampista.

## Carriera

### Nazionale
Nel 2013 ha segnato 4 gol nel Mondiale Under-17.